# 한나라의 황후 목록

## 전한(前漢)의 역대 황후
| 대수   | 부군                | 시호(칭호)         | 성씨(이름)                  | 재위기간                     | 능         |
| ------ | ------------------- | ------------------ | --------------------------- | ---------------------------- | ---------- |
| (추존) | 한 태상황(漢太上皇) | 소령황후(昭靈皇后) | 유온(劉媼)? 왕함시(王含始)? | (추존)                       | -          |
| 제1대  | 한 고제(漢高帝)     | 고황후(高皇后)     | 여치(呂雉)                  | 기원전 202년 ~ 기원전 195년  | 장릉(長陵) |
| 제1대  | 한 고제(漢高帝)     | 고황후(高皇后)     | 박씨(薄氏)                  | (추존)                       | 남릉(南陵) |
| 제2대  | 한 혜제(漢惠帝)     | 효혜황후(孝惠皇后) | 장씨(張氏)                  | 기원전 192년 ~ 기원전 188년  | 안릉(安陵) |
| 제4대  | 한 후소제(漢後少帝) | 황후(皇后)         | 여씨(呂氏)                  | 기원전 184년? ~ 기원전 180년 | -          |
| 제5대  | 한 문제(漢文帝)     | 효문황후(孝文皇后) | 두의방(竇漪房)              | 기원전 179년 ~ 기원전 157년  | 패릉(霸陵) |
| 제6대  | 한 경제(漢景帝)     | 폐후(廢后)         | 박씨(薄氏)                  | 기원전 157년 ~ 기원전 151년  | -          |
| 제6대  | 한 경제(漢景帝)     | 효경황후(孝景皇后) | 왕지(王娡)                  | 기원전 150년 ~ 기원전 141년  | 양릉(陽陵) |
| 제7대  | 한 무제(漢武帝)     | 폐후(廢后)         | 진아교(陳阿嬌)              | 기원전 141년 ~ 기원전 130년  | -          |
| 제7대  | 한 무제(漢武帝)     | 사황후(思皇后)     | 위자부(衛子夫)              | 기원전 128년 ~ 기원전 91년   | -          |
| 제7대  | 한 무제(漢武帝)     | 효무황후(孝武皇后) | 이씨(李氏)                  | (추존)                       | 영릉(英陵) |
| 제7대  | 한 무제(漢武帝)     | 황태후(皇太后)     | 조씨(趙氏)                  | (추존)                       | 운릉(雲陵) |
| 제8대  | 한 소제(漢昭帝)     | 효소황후(孝昭皇后) | 상관씨(上官氏)              | 기원전 83년 ~ 기원전 74년    | 평릉(平陵) |
| (추존) | 한 도황(漢悼皇)     | 도후(悼后)         | 왕옹수(王翁須)              | (추존)                       | -          |
| 제10대 | 한 선제(漢宣帝)     | 공애황후(恭哀皇后) | 허평군(許平君)              | 기원전 74년 ~ 기원전 71년    | 두릉(杜陵) |
| 제10대 | 한 선제(漢宣帝)     | 폐후(廢后)         | 곽성군(霍成君)              | 기원전 70년 ~ 기원전 66년    | -          |
| 제10대 | 한 선제(漢宣帝)     | 효선황후(孝宣皇后) | 왕씨(王氏)                  | 기원전 64년 ~ 기원전 49년    | 두릉(杜陵) |
| 제11대 | 한 원제(漢元帝)     | 효원황후(孝元皇后) | 왕정군(王政君)              | 기원전 48년 ~ 기원전 33년    | 위릉(渭陵) |
| 제11대 | 한 원제(漢元帝)     | 황태태후(皇太太后) | 부씨(傅氏)                  | (추존)                       | 위릉(渭陵) |
| 제12대 | 한 성제(漢成帝)     | 폐후(廢后)         | 허씨(許氏)                  | 기원전 31년 ~ 기원전 18년    | -          |
| 제12대 | 한 성제(漢成帝)     | 효성황후(孝成皇后) | 조비연(趙飛燕)              | 기원전 16년 ~ 기원전 7년     | -          |
| (추존) | 한 공황(漢恭皇)     | 공황후(恭皇后)     | 정씨(丁氏)                  | (추존)                       | -          |
| 제13대 | 한 애제(漢哀帝)     | 효애황후(孝哀皇后) | 부씨(傅氏)                  | 기원전 6년 ~ 기원전 1년      | -          |
| 제14대 | 한 평제(漢平帝)     | 효평황후(孝平皇后) | 왕씨(王氏)                  | 3년 ~ 5년                    | -          |

## 후한(後漢)의 역대 황후
| 대수   | 부군                | 시호(칭호)         | 성씨(이름)     | 재위기간      | 능                  |
| ------ | ------------------- | ------------------ | -------------- | ------------- | ------------------- |
| 제1대  | 한 광무제(漢光武帝) | 폐후(廢后)         | 곽성통(郭聖通) | 26년 ~ 41년   | -                   |
| 제1대  | 한 광무제(漢光武帝) | 광렬황후(光烈皇后) | 음려화(陰麗華) | 41년 ~ 57년   | 원릉(原陵)          |
| 제2대  | 한 명제(漢明帝)     | 명덕황후(明德皇后) | 마씨(馬氏)     | 60년 ~ 75년   | 현절릉(顯節陵)      |
| 제3대  | 한 장제(漢章帝)     | 장덕황후(章德皇后) | 두씨(竇氏)     | 78년 ~ 88년   | 경릉(敬陵)          |
| 제3대  | 한 장제(漢章帝)     | 공회황후(恭懷皇后) | 양씨(梁氏)     | (추존)        | 서릉(西陵)          |
| 제3대  | 한 장제(漢章帝)     | 경은황후(敬隱皇后) | 송씨(宋氏)     | (추존)        | -                   |
| 제4대  | 한 화제(漢和帝)     | 폐후(廢后)         | 음씨(陰氏)     | 96년 ~ 102년  | -                   |
| 제4대  | 한 화제(漢和帝)     | 화희황후(和熹皇后) | 등수(鄧綏)     | 102년 ~ 106년 | 신릉(愼陵)          |
| (추존) | 한 효덕황(漢孝德皇) | 효덕황후(孝德皇后) | 좌소아(左小娥) | (추존)        | 효덕황릉 (孝德皇陵) |
| 제6대  | 한 안제(漢安帝)     | 안사황후(安思皇后) | 염희(閻姬)     | 115년 ~ 125년 | 공릉(恭陵)          |
| 제6대  | 한 안제(漢安帝)     | 공민황후(恭愍皇后) | 이씨(李氏)     | (추존)        | 공북릉(恭北陵)      |
| 제8대  | 한 순제(漢順帝)     | 순렬황후(順烈皇后) | 양납(梁妠)     | 132년 ~ 144년 | 헌릉(憲陵)          |
| (추존) | 한 효목황(漢孝穆皇) | 효목황후(孝穆皇后) | 조씨(趙氏)     | (추존)        | 낙성릉(樂成陵)      |
| (추존) | 한 효숭황(漢孝崇皇) | 효숭황후(孝崇皇后) | 언명(匽明)     | (추존)        | 박릉(博陵)          |
| 제11대 | 한 환제(漢桓帝)     | 의헌황후(懿獻皇后) | 양여형(梁女瑩) | 147년 ~ 159년 | 의릉(懿陵)          |
| 제11대 | 한 환제(漢桓帝)     | 폐후(廢后)         | 등맹녀(鄧猛女) | 159년 ~ 165년 | -                   |
| 제11대 | 한 환제(漢桓帝)     | 환사황후(桓思皇后) | 두묘(竇妙)     | 165년 ~ 167년 | 선릉(宣陵)          |
| (추존) | 한 효원황(漢孝元皇) | 효원황후(孝元皇后) | 하씨(夏氏)     | (추존)        | 돈릉(敦陵)          |
| (추존) | 한 효인황(漢孝仁皇) | 효인황후(孝仁皇后) | 동씨(董氏)     | (추존)        | 신릉(愼陵)          |
| 제12대 | 한 영제(漢靈帝)     | 폐후(廢后)         | 송씨(宋氏)     | 171년 ~ 178년 | -                   |
| 제12대 | 한 영제(漢靈帝)     | 영사황후(靈思皇后) | 하씨(何氏)     | 180년 ~ 189년 | 문소릉(文昭陵)      |
| 제12대 | 한 영제(漢靈帝)     | 영회황후(靈懷皇后) | 왕영(王榮)     | (추존)        | 문소릉(文昭陵)      |
| 제14대 | 한 헌제(漢獻帝)     | 폐후(廢后)         | 복수(伏壽)     | 195년 ~ 214년 | -                   |
| 제14대 | 한 헌제(漢獻帝)     | 헌목황후(獻穆皇后) | 조절(曹節)     | 215년 ~ 220년 | 선릉(禪陵)          |